# Max Korsch

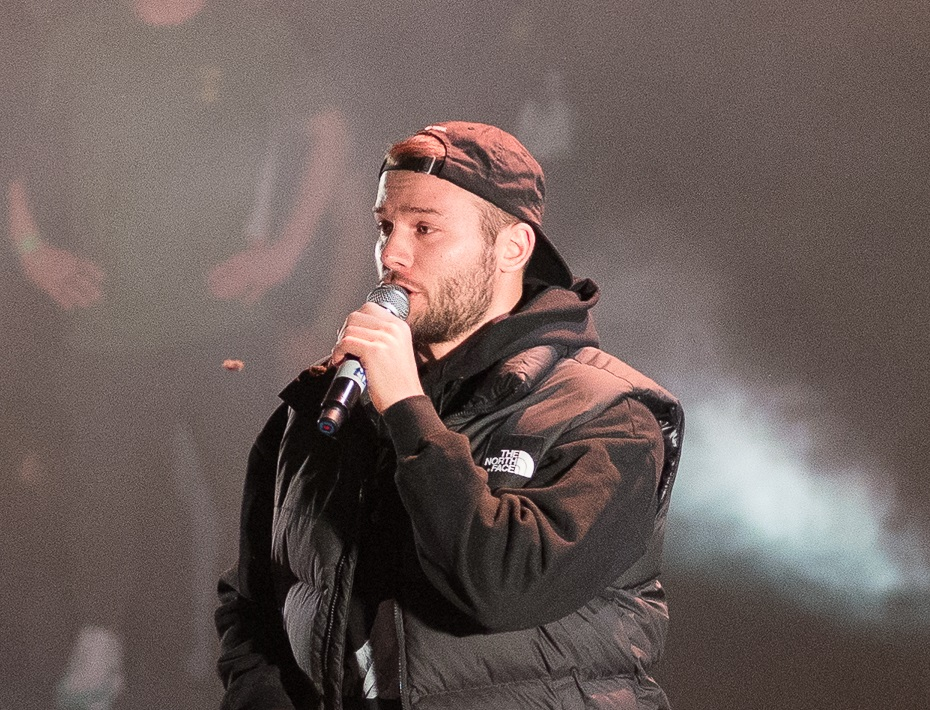
Max Korsch während eines Konzertes in Warschau 2018

Max Korsch (belarussisch Макс Корж (vollständig: Максім Анатолевіч Корж (Maxim Anatolewitsch Korsch), resp. russisch: Макси́м Анато́льевич Корж (Maxim Anatoljewitsch Korsch)); * 23. November 1988 in Luninez, Region Brest, Weißrussische SSR, UdSSR) ist ein belarussischer Songwriter und Sänger.

## Biografie
Max Korsch besuchte in jungen Jahren eine Musikschule. Im Alter von 16 Jahren gründete er mit seinen Freunden seine eigene Band „LunClan“, die aber nicht lange aktiv war. Auch die folgenden Projekte waren weniger erfolgreich. Nach diversen Rückschlägen versuchte sich Korsch selbst als Beatmaker und komponierte Musik für andere Künstler. Diese Idee war ebenso wenig erfolgreich, also begann er zu seinen eigenen Instrumentals zu singen.
Während seines Studiums an der Belarussischen Staatlichen Universität nahm Korsch sein erstes Solo-Lied auf. Vor seinem dritten Studienjahr entschied er sich, das Studium aufzugeben, um sich ernsthaft mit Musik zu beschäftigen. Er nahm den Song Небо поможет нам (deutsch: „Der Himmel wird uns helfen“) auf und veröffentlichte ihn im sozialen Netzwerk VKontakte. Anschließend wurde er in die Armee eingezogen. Nach seiner Rückkehr erfuhr er, dass das Lied im Internet populär wurde, woraufhin einige Radiosender in Minsk den Song spielten. Danach begann er, seine Songs an DJs zu senden, die diese in verschiedenen Clubs spielten.
Am 7. April 2012 veröffentlichte Korsch sein erstes Musikvideo zu Небо поможет нам. Es erreichte den ersten Platz in den belarussischen Musikcharts. Im Sommer 2012 veröffentlichte Korsch sein erstes Album Животный мир (deutsch: „Tierwelt“). Das Album enthielt 16 von ihm selbst geschriebene Songs. Im selben Jahr unterzeichnete er einen Vertrag mit dem Label Respect Production, das ihm Anfang 2013 eine Reihe von Konzerten in Belarus, Russland und der Ukraine ermöglichte.
Im Sommer 2013 war er für den MUS-TW-Award in der Kategorie „Durchbruch des Jahres“ nominiert. Sein zweites Album, Жить в кайф (deutsch: „Hoch leben“), wurde am 2. November 2013 in der Minsk-Arena präsentiert. Die Präsentation wurde von ca. 13.000 Menschen besucht, was einen Rekord für einen belarussischen Künstler darstellt.
Im Jahr 2013 erreichte das Album Жить в кайф den 5. Platz in der Liste der besten russischsprachigen Alben. Im gleichen Jahr belegte Max Korsch den zweiten Platz im Wettbewerb des 'A-One Hip-Hop Music'-Channel als „Künstler des Jahres“. Im Ranking der ukrainischen Google Trends zum „Man of the Year 2013“ belegte Max Korsch den 9. Platz.
Im Jahr 2014 wurde eine große Konzertreise organisiert. Ebenfalls 2014 gewann Max Korsch die Auszeichnung „Album of the Year“ bei den MUS-TW-Awards 2014 mit dem Album Жить в кайф.
Im Oktober 2014 veröffentlichte Max Korsch sein drittes Album, Домашний (deutsch: „Zuhause“). Danach ging er regelmäßig auf Tournee in den GUS-Staaten und einigen europäischen Städten.
Im Juni 2015 wurde Max Korsch für drei Kategorien des MUS-TW-2015-Awards nominiert: „Bestes Hip-Hop-Projekt“, „Bestes Album“ und „Beste Konzertshow“. Am 10. Februar 2016 wurde Korsch wegen einer Rede auf der Halbinsel Krim durch den Sicherheitsdienst der Ukraine für fünf Jahre die Einreise in die Ukraine untersagt. Im Dezember 2017 wurde er Gewinner der VK Music Awards. Im Juni 2019 hatten er und seine Band ein Konzert in Kiew.
Am 10. November 2012 heiratete Max Korsch; am 5. April 2013 brachte seine Frau Tatiana ihre gemeinsame Tochter zur Welt.
Im Oktober 2024 schrieb ein GUBOPiK nahestehender Telegrammkanal, dass Max Korsch Belarus verlassen habe, nachdem er aus politischen Gründen „zu einem Gespräch“ vorgeladen worden sei.

## Diskografie

### Alben
- 2012: Животный мир (Tierwelt)
- 2013: Жить в кайф (Hoch leben)
- 2014: Домашний (Zuhause)
- 2016: Малый повзрослел. Часть 1 (Der Junge wurde erwachsen. Part 1)
- 2017: Малый повзрослел. Часть 2 (Der Junge wurde erwachsen. Part 2)
- 2021: Психи попадают в топ (Psychos sind an der Spitze)

### Singles (Auswahl)
| - 2012: Где Твоя Любовь? - 2012: Небо Поможет Нам - 2013: Жить В Кайф - 2013: Эндорфин - 2013: Мотылёк - 2013: Стань - 2016: Слово пацана - 2017: Оптимист - 2016: Малый Повзрослел - 2017: Малиновый Закат | - 2017: Горы По Колено - 2017: Пьяный Дождь - 2019: Шантаж - 2019: 2 типа людей - 2020: Разнесём - 2020: Малолетка - 2020: Тепло - 2020: Её виной - 2021: Не твой - 2021: Афган |